# Primera Divisió 2020/21
Die Primera Divisió 2020/21 war die 26. Spielzeit der höchsten andorranischen Fußballliga. Der Saisonstart war für den 25. Oktober 2020 geplant. Aufgrund neuer Einschränkungen im Zusammenhang mit der COVID-19-Pandemie in Andorra verzögerte sich der Saisonstart. Die Saison begann am 29. November 2020 und endete am 23. Mai 2021. Titelverteidiger war Inter Club d’Escaldes.

## Modus
Die acht Mannschaften spielten in einer Vorrunde je zweimal gegeneinander an, sodass jeder Verein zunächst 14 Spiele absolvierte. Anschließend wurde die Liga in zwei Vierergruppen geteilt: die besten vier Mannschaften spielten in der Meisterrunde um den Titel und internationale Startplätze, die vier schlechtesten Mannschaften gegen den Abstieg in die Segona Divisió. Dabei wurden die Punkte aus der Vorrunde mitgenommen, sodass es vorkommen konnte, dass der erste der Abstiegsrunde am Saisonende mehr Punkte hatte, als der letzte der Meisterrunde. Dies hatte jedoch keinen Einfluss auf das Endergebnis.

## Teams und Spielorte
| Mannschaft                | Stadt               | Vorjahr    |
| ------------------------- | ------------------- | ---------- |
| Inter Club d’Escaldes     | Escaldes-Engordany  | 1.         |
| FC Santa Coloma           | Andorra la Vella    | 2.         |
| UE Engordany              | Escaldes-Engordany  | 3.         |
| UE Sant Julià             | Sant Julià de Lòria | 4.         |
| UE Santa Coloma           | Andorra la Vella    | 5.         |
| Atlètic Club d’Escaldes   | Escaldes-Engordany  | 6.         |
| CE Carroi                 | Sant Julià de Lòria | 7.         |
| Penya Encarnada d’Andorra | Andorra la Vella    | Aufsteiger |

## Vorrunde

### Tabelle
| Pl. | Verein                        | Sp. | S | U | N  | Tore    | Diff. | Punkte |
| --- | ----------------------------- | --- | - | - | -- | ------- | ----- | ------ |
| 1.  | Inter Club d’Escaldes (M, P)  | 14  | 7 | 5 | 2  | 022:700 | +15   | 26     |
| 2.  | FC Santa Coloma               | 14  | 6 | 6 | 2  | 022:130 | +9    | 24     |
| 3.  | UE Sant Julià                 | 14  | 7 | 3 | 4  | 025:200 | +5    | 24     |
| 4.  | Atlètic Club d’Escaldes       | 14  | 6 | 5 | 3  | 025:120 | +13   | 23     |
| 5.  | UE Engordany                  | 14  | 5 | 7 | 2  | 025:160 | +9    | 22     |
| 6.  | UE Santa Coloma               | 14  | 6 | 2 | 6  | 019:150 | +4    | 20     |
| 7.  | Penya Encarnada d’Andorra (N) | 14  | 2 | 1 | 11 | 010:470 | −37   | 07     |
| 8.  | CE Carroi                     | 14  | 2 | 1 | 11 | 008:280 | −20   | 07     |

Platzierungskriterien: 1. Punkte – 2. Direkter Vergleich (Punkte, Tordifferenz, geschossene Tore) – 3. Tordifferenz – 4. geschossene Tore

| (M) | amtierender andorranischer Meister     |
| (P) | amtierender andorranischer Pokalsieger |
| (N) | Neuaufsteiger der letzten Saison       |

### Kreuztabelle
| 2020/21                   | Inter Club d’Escaldes | FC Santa Coloma | UE Sant Julia | Atlètic Club d’Escaldes | UE Engordany | UES | PEN | CAR |
| Inter Club d’Escaldes     |                       | 1:1             | 3:1           | 0:0                     | 0:0          | 0:0 | 6:0 | 2:0 |
| FC Santa Coloma           | 1:1                   |                 | 2:2           | 0:2                     | 2:2          | 1:0 | 3:0 | 1:2 |
| UE Sant Julià             | 0:2                   | 1:1             |               | 2:1                     | 1:2          | 3:1 | 6:2 | 2:1 |
| Atlètic Club d’Escaldes   | 2:1                   | 0:2             | 1:1           |                         | 3:3          | 0:0 | 3:0 | 2:1 |
| UE Engordany              | 0:2                   | 2:2             | 3:0           | 1:1                     |              | 2:0 | 5:0 | 1:1 |
| UE Santa Coloma           | 0:3                   | 0:1             | 1:2           | 1:0                     | 3:1          |     | 7:0 | 1:0 |
| Penya Encarnada d’Andorra | 0:1                   | 0:2             | 0:3           | 0:8                     | 1:1          | 1:2 |     | 3:0 |
| CE Carroi                 | 2:0                   | 0:3             | 0:3           | 0:2                     | 0:2          | 1:3 | 0:3 |     |

## Meisterrunde
Die vier bestplatzierten Teams der Vorrunde spielten in einer Doppelrunde um die Meisterschaft, wobei alle Ergebnisse aus der Vorrunde übertragen wurden.
| Pl. | Verein                       | Sp. | S  | U | N | Tore    | Diff. | Punkte |
| --- | ---------------------------- | --- | -- | - | - | ------- | ----- | ------ |
| 1.  | Inter Club d’Escaldes (M, P) | 20  | 11 | 6 | 3 | 034:110 | +23   | 39     |
| 2.  | UE Sant Julià                | 20  | 10 | 4 | 6 | 033:240 | +9    | 34     |
| 3.  | FC Santa Coloma              | 20  | 8  | 8 | 4 | 028:190 | +9    | 32     |
| 4.  | Atlètic Club d’Escaldes      | 20  | 6  | 7 | 7 | 029:260 | +3    | 25     |

| (M) | amtierender andorranischer Meister     |
| (P) | amtierender andorranischer Pokalsieger |

| Meisterrunde            | Inter Club d’Escaldes | UE Sant Julia | FC Santa Coloma | Atlètic Club d’Escaldes |
| Inter Club d’Escaldes   |                       | 1:0           | 1:1             | 4:0                     |
| UE Sant Julià           | 1:0                   |               | 2:0             | 2:2                     |
| FC Santa Coloma         | 1:2                   | 1:0           |                 | 0:0                     |
| Atlètic Club d’Escaldes | 1:4                   | 0:1           | 1:3             |                         |

## Abstiegsrunde
Die vier Mannschaften auf den Plätzen 5 bis 8 der Vorrunde spielten in der zweiten Saisonhälfte gegen den Abstieg. Auch hier wurden die Ergebnisse der Vorrunde übertragen und eine Doppelrunde zwischen den Vereinen ausgetragen. Die letztplatzierte Mannschaft stieg direkt ab, während die vorletzte Relegationsspiele gegen den Zweiten aus der Segona Divisió bestreiten musste.
| Pl. | Verein                        | Sp. | S | U | N  | Tore    | Diff. | Punkte |
| --- | ----------------------------- | --- | - | - | -- | ------- | ----- | ------ |
| 5.  | UE Engordany                  | 20  | 8 | 9 | 3  | 043:300 | +13   | 33     |
| 6.  | UE Santa Coloma               | 20  | 9 | 3 | 8  | 044:270 | +17   | 30     |
| 7.  | CE Carroi                     | 20  | 5 | 4 | 11 | 020:340 | −14   | 19     |
| 8.  | Penya Encarnada d’Andorra (N) | 20  | 2 | 1 | 17 | 014:740 | −60   | 07     |

| (N) | Neuaufsteiger der letzten Saison |

| Abstiegsrunde             | UE Engordany | UES | CAR | PEN |
| UE Engordany              |              | 2:5 | 1:1 | 4:3 |
| UE Santa Coloma           | 4:6          |     | 1:1 | 9:0 |
| CE Carroi                 | 1:1          | 3:2 |     | 3:0 |
| Penya Encarnada d’Andorra | 0:4          | 0:4 | 1:3 |     |

## Relegation
Der Siebtplatzierte bestritt im Anschluss zwei Relegationsspiele gegen den Zweitplatzierten der Segona Divisió.
|               | Gesamt |           | Hinspiel | Rückspiel |
| ------------- | ------ | --------- | -------- | --------- |
| FS La Massana | 1:5    | CE Carroi | 0:2      | 1:3       |